# فرانسیسکو د مورا

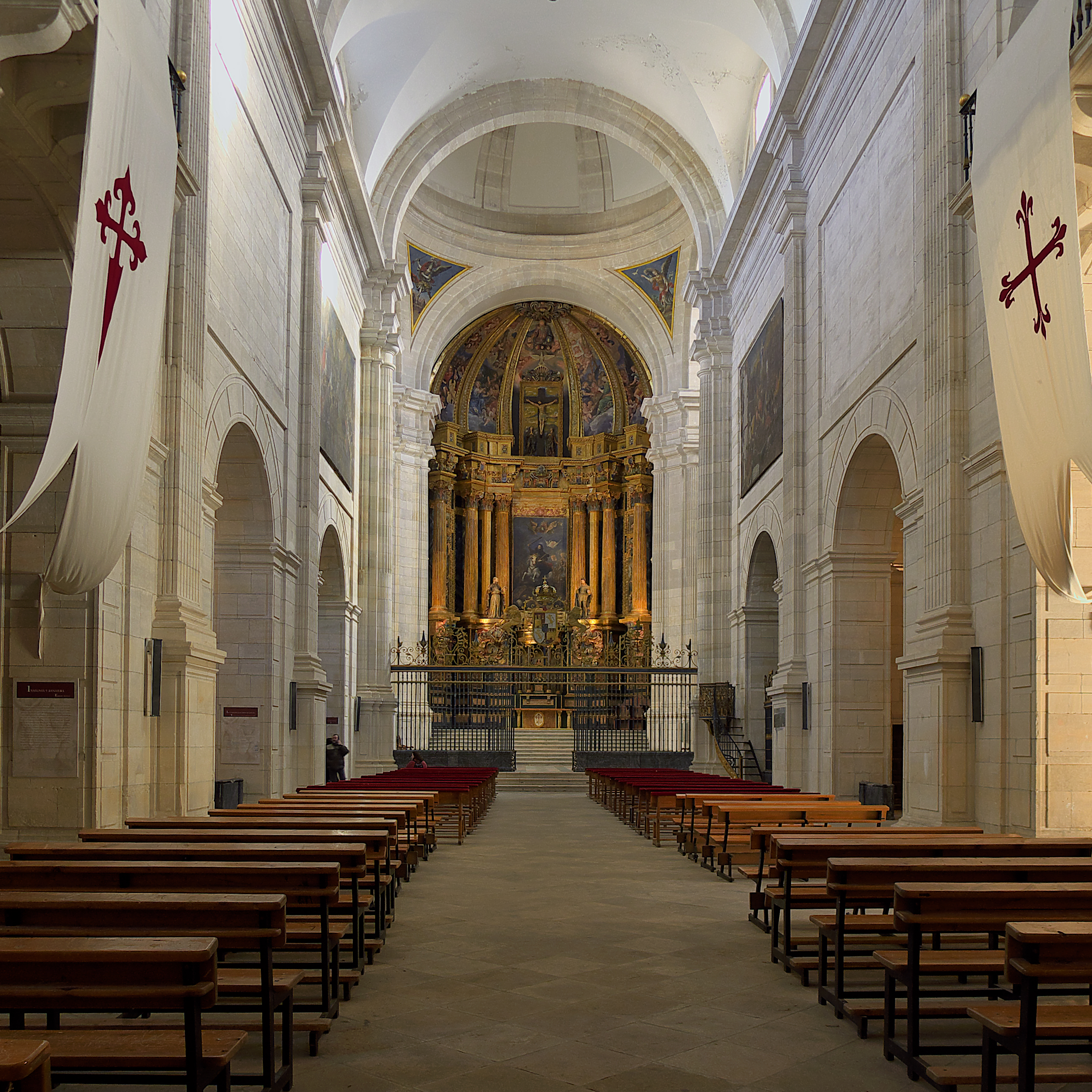
نگاره ای از کلیسا ساخته شده توسط فرانسیسکو د مورا در زمان فیلیپ دوم (۱۵۹۸)

فرانسیسکو د مورا (انگلیسی: Francisco de Mora؛ ۱۵۵۳ – ۱۶۱۰) یک معمار اهل اسپانیا بود.